# Каје на Мору
Каје на Мору (фр. Cayeux-sur-Mer, такође у литератури познато и као Кајо на Мору) насеље је и општина у североисточној Француској у региону Пикардија, у департману Сома која припада префектури Абевил.
По подацима из 2011. године у општини је живело 2660 становника, а густина насељености је износила 101,18 становника/km². Општина се простире на површини од 26,29 km². Налази се на средњој надморској висини од 2 метра (максималној 15 m, а минималној 0 m).

## Историја
За француског великаша Анселма од Кајеа (фр. Anselme de Cayeux, ум. 1274), чија је породица имала феудалне поседе у овом месту, а који је 1273. године постао намесник анжујске Краљевине Албаније, била је удата Марија, сестра српске краљице Јелене (ум. 1314).

## Демографија
| 1962. | 1968. | 1975. | 1982. | 1990. | 1999. | 2011. |
| ----- | ----- | ----- | ----- | ----- | ----- | ----- |
| 2.724 | 2.750 | 2.862 | 2.649 | 2.856 | 2.781 | 2.660 |

График промене броја становника у току последњих година